# Picks sjukdom
Picks sjukdom är en form av frontallobsdemens. Förlusten av nervceller är dock störst i hippocampus och amygdala.
Picks sjukdom utgör cirka 1 % av alla demenssjukdomar i Sverige. Sjukdomen har fått sitt namn efter den tjeckiske läkaren Arnold Pick, som 1892 publicerade den första sjukdomsbeskrivningen. Medelöverlevnad är 5 år, men varierar från 2–15 år.

## Symptom
Personen blir ofta personlighetsförändrad, apatisk, rastlös och likgiltig för tidigare intressen samt får försämrat socialt omdöme. Personen förlorar möjligheten till att påbörja, organisera och genomföra aktiviteter. Så småningom ger sjukdomen svårigheter med språket och senare i sjukdomen blir personen vanligtvis stum.